# Туран (місто)
Туран (тув. Туран, рос. Туран) — місто (з 1945 року) у Тиві, адміністративний центр Пій-Хемського кожууна.

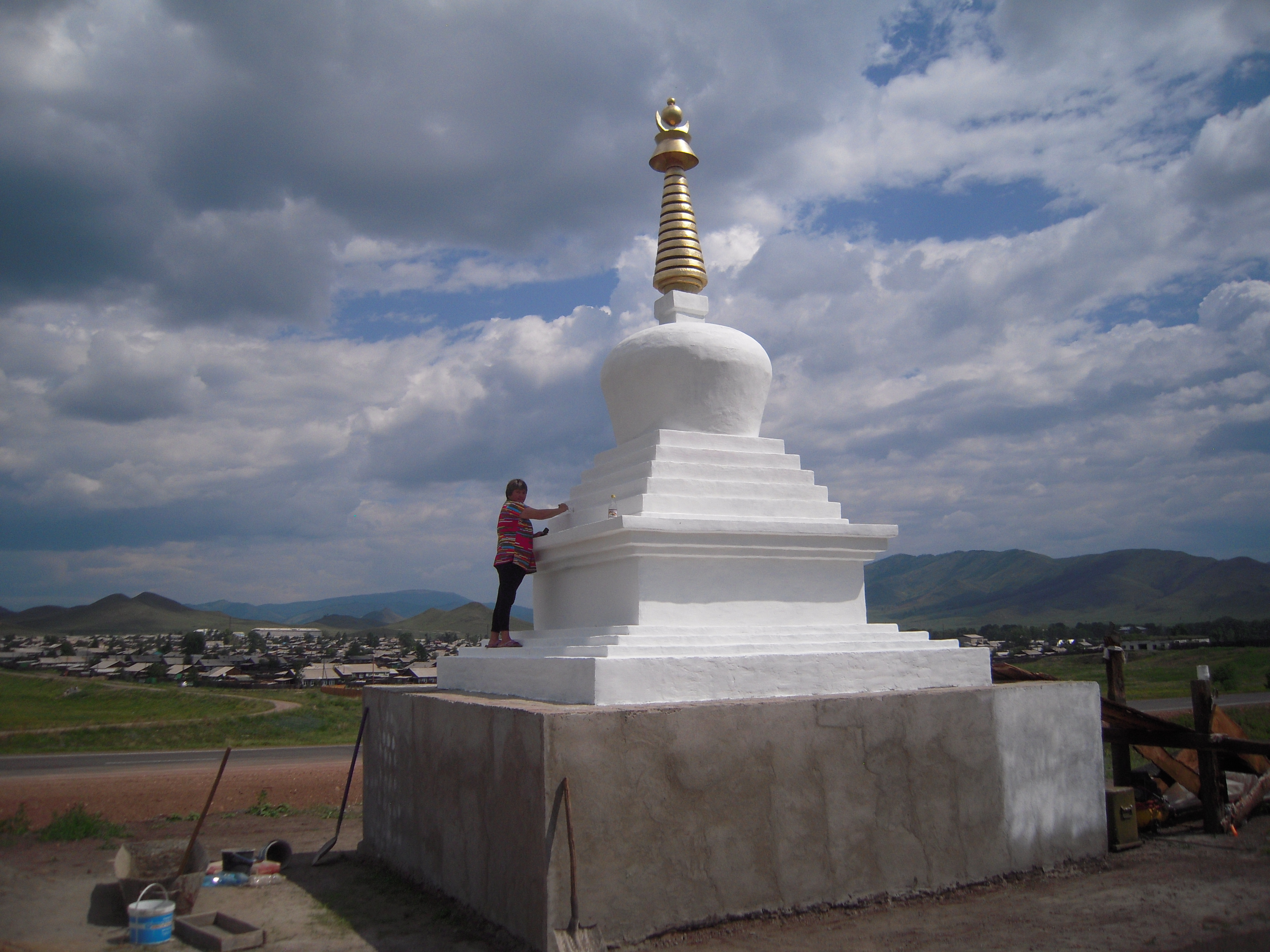
Субурган в Турані

Місто розташоване у Турано-Уюкській западині, на річці Туран (ліва притока Уюка), за 74 км від міста Кизил. 

## Населення
| Чисельність населення | Чисельність населення | Чисельність населення | Чисельність населення | Чисельність населення | Чисельність населення | Чисельність населення | Чисельність населення |
| 1959                  | 1970                  | 1979                  | 1989                  | 2002                  | 2010                  | 2014                  |                       |
| --------------------- | --------------------- | --------------------- | --------------------- | --------------------- | --------------------- | --------------------- | --------------------- |
| 5646                  | 4539                  | 5139                  | 5976                  | 5598                  | 5280                  | 4873                  |                       |

За даними перепису 2002 року, із 5598 жителій міста, росіяни склали 58,97% (3301 особа), тувинці —  36,80 % (2060 осіб), хакаси — 0,70 %, вірмени — 0,63 %, українці — 0,55 %.

## Історична довідка
Туран заснований у 1885 році російськими переселенцями і став першим російським населеним пунктом на території Туви. До 1886 тут проживає 196 мешканців.
9 листопада 1908 року відбулось урочисте відкриття школи в Туві. Вона була названа Туранським сільським однокласним училищем Міністерства народної просвіти. 11 листопада того ж року розпочалися заняття. За парти сіли 46 учнів. Протягом шести років єдиним учитилем був Лев Іванович Єфименко.
У 1913 році в селе Туран організована одна з перших сільськогосподарських артілей на Тувинській землі — «Красный Пахарь».
До 1915 року в Турані було 4 коваля, 4 тесляра, 2 пімоката, 2 овчинника, 13 мисливців, 3 рибаки, 13 сплавляльників лісу, гончар та мельник.
У 1916 році завершено будівництво дороги від Мінусинська через Туран до Білоцарська (тепер Кизил), що отримала назву Усинський тракт.
У 1932 році початкова школа Турана стала семирічною, директором призначили Іллю Афанасійовича Уланова.
У 1939 році відкрилась школа № 2.

## Визначні місця
- Філія республіканського музею імені Алдан Маадир (60 богатирів)
- Храм Святого Інокентія Іркутського
- При в'їзді зі сторони Красноярського краю, у 2012 році побудували «Субурган»

## Спорт
На аматорському рівні грає команда футбольного клубу «Автомобіліст».